# Stål
 For alternative betydninger, se Stål (flertydig). (Se også artikler, som begynder med Stål)
Stål er en legering af jern med andre grundstoffer, primært kulstof (karbon), som bruges i byggeri og mange andre anvendelser på grund af dens høje trækstyrke og lave pris. Ståls grundmetal er jern som kan antage to forskellige krystalstrukturer (allotrope former), kubisk rumcentreret og kubisk fladecentreret, alt efter dets temperatur. Det er sammenspillet mellem disse allotroper og legeringsgrundstofferne, primært kulstof, der giver stål og støbejern deres mange unikke egenskaber. I den kubisk rumcentrerede struktur er der et jern-atom i midten af hver kube, og i den kubisk fladecentrerede struktur er der et jern-atom i midten af hver af kubens seks sider. Kulstof og andre grundstoffer hærder jernet så man undgår de forskydninger der ellers let kan ske i jern-atomernes krystalstruktur.

## Definition og beslægtede materialer
Ordet stål kommer af det urgermanske adjektiv stakhlijan (lavet af stål), som er beslægtet med stakhla (stå fast).
Stål er jern med mellem 0,2% og 2,1% karbon, målt efter vægt, når der er tale om rene jern-karbon-legeringer. Disse værdier varierer alt efter om der indgår andre grundstoffer såsom mangan, chrom, nikkel, wolfram, molybdæn, bor, titan, vanadium, kobolt og niobium. Andre grundstoffer er også vigtige, såsom fosfor, svovl og silicium, samt spor af oxygen, nitrogen og kobber som oftest betragtes som uønskede.
For lidt kulstofindhold gør jernet forholdsvis blødt, smidigt og svagt. Er kulstofindholdet derimod højere end i stål, giver det en legering der almindeligvis kaldes råjern, som er for sprød og skrøbelig til at den let kan bearbejdes. Andre legeringer med et kulstofindhold over 2,1%, alt efter behandling og indhold af andre grundstoffer, kendes som støbejern. Støbejern er ikke bearbejdeligt selv når det er varmt, men det kan formes ved støbning da det blandt andet har et lavere smeltepunkt end stål. Nogle former for støbejern, som bevarer evne til at smeltes og støbes, kan varmebehandles efter støbningen når man vil skabe genstande af tempergods eller aducérgods. Stål skelnes også fra smedejern (nu stort set forældet), som kan indeholde en lille mængde kulstof men store mængder slagge.

## Stålproduktion
I stål er hovedbestanddelen, også kaldet basismaterialet, jern (Fe). Udover jern er der også andre grundstoffer, disse bliver kaldt legeringsgrundstoffer. Legeringsgrundstofferne er enten naturlige følgestoffer fra råjern, eller blevet tilsat fra stålværket.
Jern findes i Jordens skorpe i form af forskellige slags malm, oftest et jernoxid såsom magnetit, hæmatit, osv. Jern udvindes af jernmalm ved udsmeltning hvor et kemisk stof såsom kulstof tilsættes og forbinder sig med ilten, der så udskilles som kuldioxid. Denne proces blev oprindelig anvendt på metaller med et lavere smeltepunkt, såsom tin, som smelter ved omkring 250 °C, kobber, som smelter ved omkring 1100 °C, og kombinationen af de to, bronze, som er flydende ved 1083 °C. Til sammenligning smelter støbejern ved omkring 1375 °C. Små mængder jern kunne udsmeltes i oldtiden, i fast form, ved at varme malmen i en ild af trækul og svejse klumperne sammen med en hammer så at urenhederne klemmes ud. Med omhu kunne kulstofindholdet kontrolleres ved at bevæge det rundt i ilden.
Eftersom jern iltes langt hurtigere ved temperaturer over 800 °C, er det vigtigt at udsmeltning finder sted i omgivelser hvor iltindholdet er lavt. I modsætning til kobber og tin opløser flydende eller fast jern kulstof ret let. Udsmeltning, hvor kulstof bruges til at nedbryde jernoxid, resulterer i en legering som indeholder for meget kulstof til at det kan kaldes stål. Det overskydende kulstof og andre urenheder fjernes i et senere trin.
Det meste af al støbejern bliver omdannet til stål ved at reducere indholdet af urenheder, fx karbon, i jernet og tilsætte andre stoffer. Urenhederne bliver fjernet i en ovn. Dette gøres ved at 70 % støbejern og 30 % skrotjern bliver blandet sammen med calciumoxid, hvor der samtidig bliver blæst ren ilt ned i blandingen. Ilten omdanner karbon og svovl til karbonoxid og svovloxid, mens calciumoxiden omdanner nogle af urenhederne til slagge der lægger sig på overfladen af smelten. Slaggen skummes af og kommer dermed ikke med i de støbte emner. På denne måde bliver indholdet af karbon reduceret til <2 % og der vil kun være meget lidt svovl og phosphor.

## Ståltyper
Legeringsgrundstofferne har stor indflydelse på stålets egenskaber; derfor opdeles stålene ofte løseligt i følgende grupper:
- Ulegeret stål: Stål med mindre end 1,5 % legeringsgrundstoffer
- Lavtlegerede stål: Stål med højst 5 % legeringsgrundstoffer
- Højtlegerede stål: Stål med mere end 5 % legeringsgrundstoffer

### Ulegeret kulstofstål
Moderne stål fremstilles med forskellige kombinationer af legeringsmetaller til forskellige formål. Kulstofstål, som ganske enkelt består af jern og kulstof, udgør 90% af al stålproduktion. Ofte galvaniseres kulstofstål med zink, enten ved at dyppe det i smeltet zink eller ved elektrolytisk metalbelægning.

### Legerede ståltyper
Der bliver bl.a. tilsat legeringsgrundstoffer for at få nye og bedre egenskaber for stålet, fx hårdheden, slidstyrken, hærdbarheden og mange andre.
Rustfrit stål indeholder mindst 11% chrom, ofte kombineret med nikkel, for at modstå korrosion. Nogle rustfri ståltyper, f.eks. ferritiske, er magnetiske, mens andre, f.eks. austenitiske, er umagnetiske. Korrosions-afvisende stål forkortes CRES (corrosion-resistant steels).
Værktøjsstål er en moderne ståltype som er legeret med store mængder wolfram og kobolt eller andre grundstoffer for at maksimere hærdningen. Dette gør også legeringen mere modstandsdygtig over for høje temperaturer. Værktøjsstål bruges typisk i økser, bor og andre redskaber som behøver et skarpt, holdbart skær. Nogle øvrige legeringer til specielle formål er: cortenstål, maragingstål og eglinstål.

## Stålets historie

### Ældre tid
I ældre tid brugtes, især til våben, damaskeret stål (efter byen Damaskus). Det var en teknik, hvor rent jern opkulledes ved opvarmning i en lukket ovn sammen med kulstof. Dette kunne give helt op til 1,8% kulindhold. Ved at smede det sammen med rent jern kombinerede man de to materialers egenskaber til et materiale, der var hårdt og fleksibelt på samme tid, faktisk ligesom vores tænder; en hård emalje udenpå og blødt ben indeni.

### Nyere tid
Siden det 17. århundrede har det første trin i europæisk stålproduktion været udsmeltning af råjern fra jernmalm i en højovn. Oprindelig bruges trækul, men moderne metoder bruger koks, som er mere rentabelt. Før man kunne lave stål, måtte råjernet omdannes til smedejern.
Den moderne tidsalder inden for stål begyndte med Henry Bessemers opfindelse, bessemerprocessen, i 1855, som brugte råjern som råstof. Hans metode muliggjorde produktion af stål i store mængder billigt, og stål begyndte at blive brugt til mange af de formål hvor man tidligere havde brugt smedejern. Snart efter indførtes thomasprocessen som forbedrede bessemerprocessen ved at beklæde converter'en med et basisk materiale for at fjerne fosfor.
En anden produktionsmetode fra det 19. århundrede var Siemens-Martin-processen, som supplerede bessemerprocessen. Den bestod i at sammensmelte smedejern (eller skrot-stål) med råjern.
Disse metoder blev forældede efter Linz-Donawitz-processen og lignende metoder blev udviklet i 1950'erne. De er overlegne i forhold til tidligere metoder fordi ilten som pumpes direkte ind i ovnen forhindrer urenheder, særligt kvælstof, som tidligere kom ind gennem luften. I dag bruges lysbueovne ofte til at genbruge skrotmetal og lave det om til nyt stål. De kan også bruges til at lave råjern om til stål, men de bruger meget elektrisk energi (omkring 440 kWh per ton), og det er derfor generelt kun rentabelt hvis man har en overflod af billig elektricitet.